# Michael Brecher
Pour les articles homonymes, voir Brecher.
 (février 2017).
Si vous disposez d'ouvrages ou d'articles de référence ou si vous connaissez des sites web de qualité traitant du thème abordé ici, merci de compléter l'article en donnant les références utiles à sa vérifiabilité et en les liant à la section « Notes et références ».
Michael Brecher (Montréal, 14 mars 1925 - Montréal, 16 janvier 2022) est un politologue et professeur québécois. Il obtient un doctorat en relations internationales de l'université Yale en 1953. Il est professeur depuis 1954 et est titulaire de la Chaire Angus de sciences politiques de l'Université McGill en 2017.

## Biographie
Le 29 septembre 1938, les accords de Munich donnent à Hitler le territoire des Sudètes, en Tchécoslovaquie. La Seconde Guerre mondiale n'est plus très loin. À Montréal, jour après jour, Michael Brecher découpe les articles de presse relatifs aux événements qui se déroulent à des milliers de kilomètres de chez lui. Jeune juif anglophone en terre francophone et catholique, à 11 ans, il suit la guerre d'Espagne dans les journaux. Tant d'horreur le trouble profondément. Le jeune Michael se rend compte que les intellectuels jouent un rôle majeur dans la lutte pour les droits de la personne. « L'université n'est pas une tour d'ivoire : elle mobilise des ressources intellectuelles pour combattre les grands maux du siècle et permet d'éduquer un grand nombre de personnes à des préoccupations telles que la paix, la réconciliation, la compréhension mutuelle », insiste-t-il déjà. Il décide de consacre sa vie à étudier les relations internationales. 
En 1946, après des études de sciences politiques et économiques à l'Université McGill, Michael Brecher entreprend des études de troisième cycle à l'université Yale, où il analyse le conflit qui oppose l'Inde et le Pakistan à propos de la région du Cachemire : « Tout dans ce pays m'attirait irrésistiblement : l'histoire, les relations raciales, la politique, l'organisation sociale… » Sa thèse est le premier ouvrage d'un Occidental sur ce conflit.
Michael Brecher part ensuite en Israël, pays dont il se sent proche idéologiquement. Il y étudie, passe six mois dans un kibboutz et se marie avec Eva, une jeune Israélienne qui l'a accompagné tout au cours de son voyage de découvertes, aujourd'hui mère de leurs trois enfants. En 1952, il retourne à l'Université McGill, à laquelle il restera fidèle. En 2017, il est titulaire de la Chaire Angus de sciences politiques. 
Dès ses débuts, Michael Brecher se fait remarquer. Sa biographie politique du leader indien Jawaharlal Nehru (1959) reçoit le prix Watumull de l'American Historical Association et sera traduite en hindi, en allemand, en italien et en japonais. Observateur privilégié des premiers pas de l'Inde indépendante, Michael Brecher s'entretient avec Lord Mountbatten en Grande-Bretagne, puis voyage en Inde aux côtés de Nehru. Près de 50 ans plus tard, l'homme se souvient du choc de sa première rencontre avec l'Inde : « Des dizaines de milliers de personnes vivaient dans les rues de Bombay, à la limite de la survie. C'était bouleversant. »
En quelques années, Michael Brecher devient un des meilleurs spécialistes internationaux de la politique de l'Asie du Sud. Auteur d'une demi-douzaine d'ouvrages sur cette région du monde, publiés par exemple chez Oxford University Press, il est alors l'un des seuls indianistes canadiens. En 1968, il fonde le Shastri Indo-Canadian Institute, pont culturel entre le Canada et l'Asie qui regroupe, en 2017, 25 universités et bibliothèques canadiennes.
À la fin des années 1960, le politologue se sent de nouveau attiré par Israël. Professeur invité à l'Université hébraïque de Jérusalem de 1970 à 1974, il étudie la politique étrangère du pays. Témoin de la période troublée qui suit la guerre des Six Jours et précède la guerre du Kippour, Michael Brecher publie The Foreign Policy System of Israël (1973), récompensé par le prix Woodrow Wilson de l'American Political Science Association.
Le chercheur entame ensuite le troisième volet de sa carrière : « J'ai voulu comprendre ce qu'est réellement une crise. En quoi diffère-t-elle d'un conflit, d'une guerre ? Quelles sont les conditions nécessaires et suffisantes pour qu'elle se produise ? Comment expliquer le comportement des acteurs en cause, les jeux de pouvoir, l'engagement des organisations internationales ? » À partir de cette réflexion, Michael Brecher construit un modèle théorique de gestion de crise rapidement reconnu par la communauté universitaire internationale et par les décideurs de pays en crise. En 1975, il fonde l'International Crisis Behaviour Project (ICBP), qui regroupe des chercheurs du monde entier sur ce sujet peu étudié. Le politologue se lance alors dans l'analyse systématique des crises qui ont marqué le XXe siècle dans le monde et publie son dix-septième ouvrage, A Study of Crisis (1997), un travail de plus de 1 000 pages. 
En 1986, il reçoit de l'Université McGill le prix Fieldhouse d'excellence en enseignement et en 2000 le Prix d'excellence en recherche de la Faculté des arts de la même université.

## Distinctions
- 1959 - Prix Watumull de l'American Historical Association pour sa biographie de Jawaharlal Nehru
- 1964 - Bourse de la fondation Rockefeller
- 1965 - John Simon Guggenheim Fellowship
- 1970 - Bourse Killam
- 1976 - Fellow de la Société royale du Canada
- 1976 - Bourse Killam
- 1986 - Prix Fieldhouse d'excellence en enseignement de l'Université McGill
- 2000 - Prix Léon-Gérin